# Allolestes maclachlanii
Allolestes maclachlanii – jedyny znany gatunek ważki z monotypowego rodzaju Allolestes należącego do rodziny Argiolestidae.
Owad ten jest endemitem Seszeli.